# VITAE
A VITAE é uma instituição particular de solidariedade social (IPSS) e desenvolvimento internacional sediada em Portugal. É uma organização não governamental e sem fins lucrativos. Tem, como objectivo, promover o desenvolvimento dos portugueses e dos povos lusófonos, mediante o apoio à reinserção familiar, social e profissional de população carenciada ou sem abrigo, bem como de toxicodependentes, a proteçcão da infância, juventude e da população de terceira idade. 
Está, em curso, o desenvolvimento de uma unidade de média dimensão em cuidados médicos continuados e assistenciais em Almada.

## Áreas de actuação
- Assistência e solidariedade social
- Apoio à reintegração socioprofissional;
- Apoio à abertura de instituições de ensino
- Prestação de serviços à comunidade
- Combate à toxicodependência
- Combate às infeções sexualmente transmissíveis
- Criação de centros de dia
- Desenvolvimento de Actividades de Tempos Livres (ATL)
- Apoio a crianças maltratadas